# مطار الجعلاني
مطار الجعلاني (إياتا: JNJ، إيكاو: OOJA) هو مطارٌ يخدم الدقم، وهي ميناءٌ على بحر العرب في محافظة الوسطى في سلطنة عمان. يقع هذا المطار في الصحراء على بعد 44 كيلومترًا (27 ميلًا) جنوب غرب الدقم. لا يشمل طول المدرج عتبة الإزاحة البالغة 300 متر (980 قدمًا) على المدرج 21.

## روابط خارجية
- تاريخ الحوادث لـ (Duqm-Ja'Aluni Airport) على شبكة سلامة الطيران.